# August Wilhelm Buchholtz

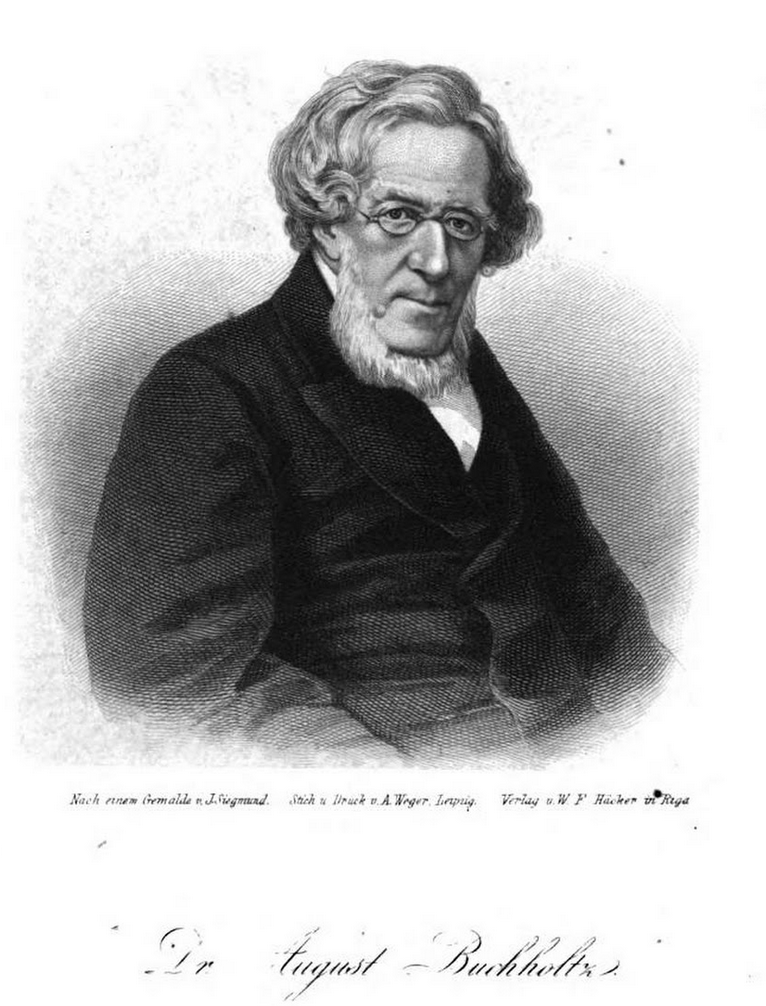
August Buchholtz
(Stich nach einem Gemälde von J. Siegmund)

August Wilhelm Buchholtz (* 15. Februar 1803 in Riga, Kaiserreich Russland; † 29. Mai 1875 ebenda) war ein deutschbaltischer Sammler und Lehrer.

## Familie
August Buchholtz war das viertgeborene Kind des aus Friedrichstadt stammenden Kaufmanns Alexander Johann Buchholtz und der Caroline Buchholtz, geborene Polchow. Am 9. November 1845 heiratete er in Riga Henriette Bärnhoff. Aus dieser Ehe gingen vier Söhne hervor, die sich ebenfalls um die Kultur der Ostseegouvernements verdient machten:
- August Buchholtz (1847–1882), Jurist und Bibliothekar der Gesellschaft für Geschichte und Altertumskunde der Ostseeprovinzen Russlands, auch Bibliothekar der Livländischen Ritterschaft
- Anton Buchholtz (1848–1901), Jurist und Historiker, Ehrenmitglied der Estländischen Literärischen Gesellschaft und der Gelehrten Estnischen Gesellschaft, Mitglied der Kaiserlichen Archäologischen Gesellschaft in Moskau
- Alexander Buchholtz (1851–1893), Redakteur und Chefredakteur der Rigaschen Zeitung, sowie Redakteur der Rigaschen Stadtblätter
- Arend Buchholtz (1857–1938), Bibliotheksgehilfe und Redakteur bei den Rigaschen Stadtblättern, korrespondierendes Mitglied der Gesellschaft für Geschichte und Altertumskunde der Ostseeprovinzen Russlands, erster Direktor der Berliner Stadtbibliothek

## Leben
Er besuchte in Riga die Domschule, dann das Gymnasium und studierte ab 1821 Theologie an der Kaiserlichen Universität Dorpat, wo er Gründungsmitglied der Fraternitas Rigensis war.
In den Jahren von 1818 bis 1823 starben sein Vater, zwei Schwestern und sein sechs Jahre älterer Bruder, der ihm Vorbild war, was ihn so belastete, dass er im Juli 1824 die Universität verließ und suchte gemeinsam mit der Mutter und der verbliebenen Schwester Zuflucht im Pastorat seines Onkels Benjamin (Fürchtegott Balthasar) Bergmann (1772–1856) im livländischen Rujen. Pastor Bergmann war auch Historiker und Sprachforscher und bekannt für seine historischen Schriften und Beiträge zur Geschichte Livlands. In seinem dort verbrachten Jahr der Trauer unterrichtete August Buchholtz Bergmanns jüngere Kinder und fertigte im Auftrag des Generalsuperintendenten Karl Gottlob Sonntag ein Verzeichnis von Bergmanns lettischer Büchersammlung, die dessen Vater Ernst von Bergmann in den 1780er Jahren begonnen hatte. Diese Arbeit erweckte August Buchholtz' Interesse für die lettische Sprache und Literatur.
Von August 1825 bis Februar 1828 übernahm er eine Stelle als Lehrer im Hause des Kirchspielrichters von Engelhardt auf Würken. 1827 wurde er Mitglied in der Lettisch-literärischen Gesellschaft, wo er 1838 Sekretär wurde und später die Funktion als Bibliothekar und Schatzmeister übernahm. Von Engelhardt ermöglichte ihm eine lang ersehnte Reise, die ihn bis in die Schweiz führte. Im Wintersemester 1828/19 besuchte er an der Ruprecht-Karls-Universität Heidelberg Vorlesungen von Carl Daub, Heinrich Eberhard Gottlob Paulus, Friedrich Christoph Schlosser und anderen. Im September 1829 wurde ihm in Livland die „venia concionandi“ und im Februar 1830 vom Ministerium des Gouvernements Livland die Kandidatur für eine deutsche sowie auch für eine lettische Predigerstelle zugesprochen. Die Wartezeit überbrückte er als Lehrer, zunächst als Hilfslehrer an der von Carl Friedrich von Bornhaupt (1802–1889) gegründeten Privat-Lehranstalt in Riga tätig, wurde er dort 1834 gleichberechtigter Geschäftsteilhaber und Mitdirektor. 1833 war er Mitstifter der Gesellschaft für Geschichte und Altertumskunde der Ostseeprovinzen Russlands, dort von 1839 bis 1860 Bibliothekar und von 1860 bis 1875 auch Präsident.
Am 9. November 1845 heiratete er in Riga Henriette Bärnhoff. 1848 übernahm er die private Lehranstalt von Eduard Friedrich Komprecht, der seine Stelle an der städtischen Waisenschule antrat. Für diese Erziehungsanstalt mit zugehörigem Pensionat erwarb bzw. errichtete er, mittlerweile zu etwas Vermögen gekommen, ein neues Gebäude in der Alexanderstraße 18, in dem auch er dann mit Familie lebte.
August Buchholtz erfasste und katalogisierte auch von Februar 1855 bis 1873 die Bestände der 1853 gegründeten Bibliothek der Livländischen Ritterschaft. Neben der Literaturgeschichte und den Büchersammlungen galt sein Interesse auch dem Münz-, Wappen- und Siegelwesen. Seit 1842 kümmerte er sich unter anderem als Konservator um die Münzsammlung des  „Himselschen Museums“, vermacht von Nikolaus von Himsel (1729–1764), die zunächst in den oberen Räumen der Stadtbibliothek untergebracht war und später als Teil von Himsels Sammlung den Grundstock für das Kunstmuseum Rigaer Börse bildete.

## Mitgliedschaften
- Gründungsmitglied der Fraternitas Rigensis
- Ehrenmitglied der Lettisch-literärischen Gesellschaft
- Ehrenkorrespondent der Kaiserlichen Öffentlichen Bibliothek, St. Petersburg
- Ehrenmitglied der Gelehrten Estnischen Gesellschaft, Dorpat (1873)
- Rigaer Naturforscherverein
- Literärisch-praktische Bürgerverbindung, Riga.